# Металлист (производственное объединение)

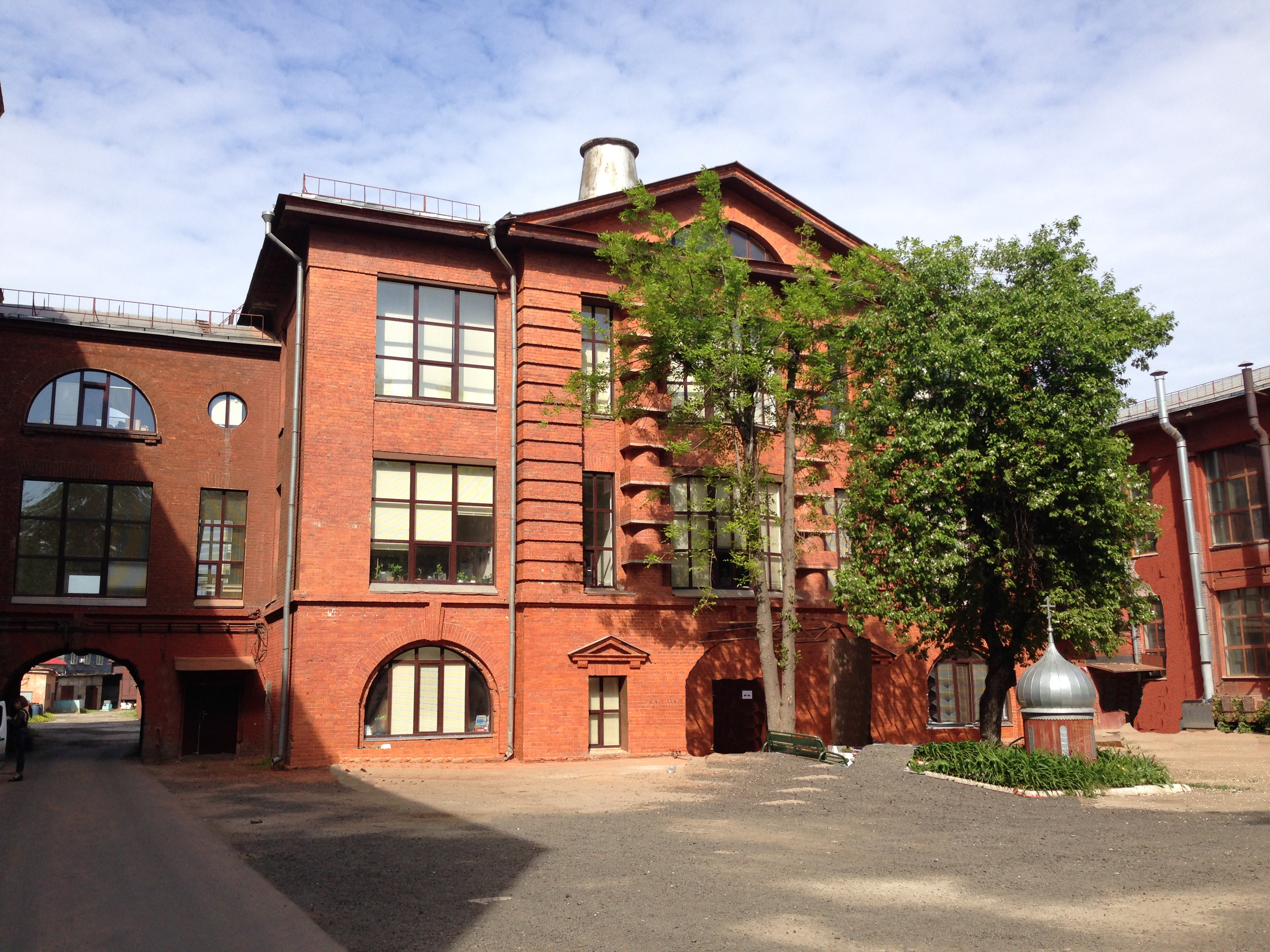
Завод Семашко

Акционерное общество «Московское производственное объединение „Металлист“» (АО «МПО „Металлист“») — производственное предприятие, первый государственный протезный завод в России. В настоящее время один из ведущих производителей протезно-ортопедической отрасли России. Завод входит в состав государственной корпорации «Ростех».

## История

### Хроника названия
| 1916-1926 | Московский Центральный протезный завод                                                                     |
| 1926-1939 | Первый государственный протезный завод имени Н. А. Семашко                                                 |
| 1939-1981 | Московский завод протезных полуфабрикатов имени Н. А. Семашко                                              |
| 1981-1991 | Московский металлообрабатывающий завод имени Н. А. Семашко                                                 |
| 1991-2001 | Московское производственное объединение «Металлист»                                                        |
| 2001-2012 | Федеральное государственное унитарное предприятие "Московское производственное объединение «Металлист»     |
| 2012      | Открытое акционерное общество "Московское производственное объединение „Металлист“» (АО «МПО „Металлист“») |
| 2016      | Акционерное общество «Московское производственное объединение „Металлист“» (АО «МПО „Металлист“»)          |

### Решение о создании завода

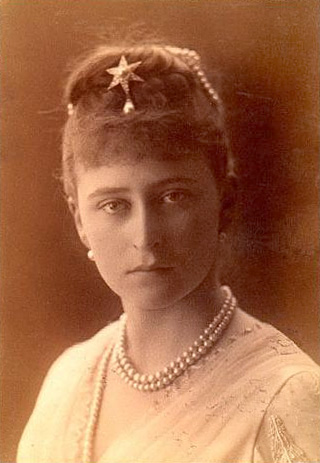
Великая княгиня Елизавета Фёдоровна

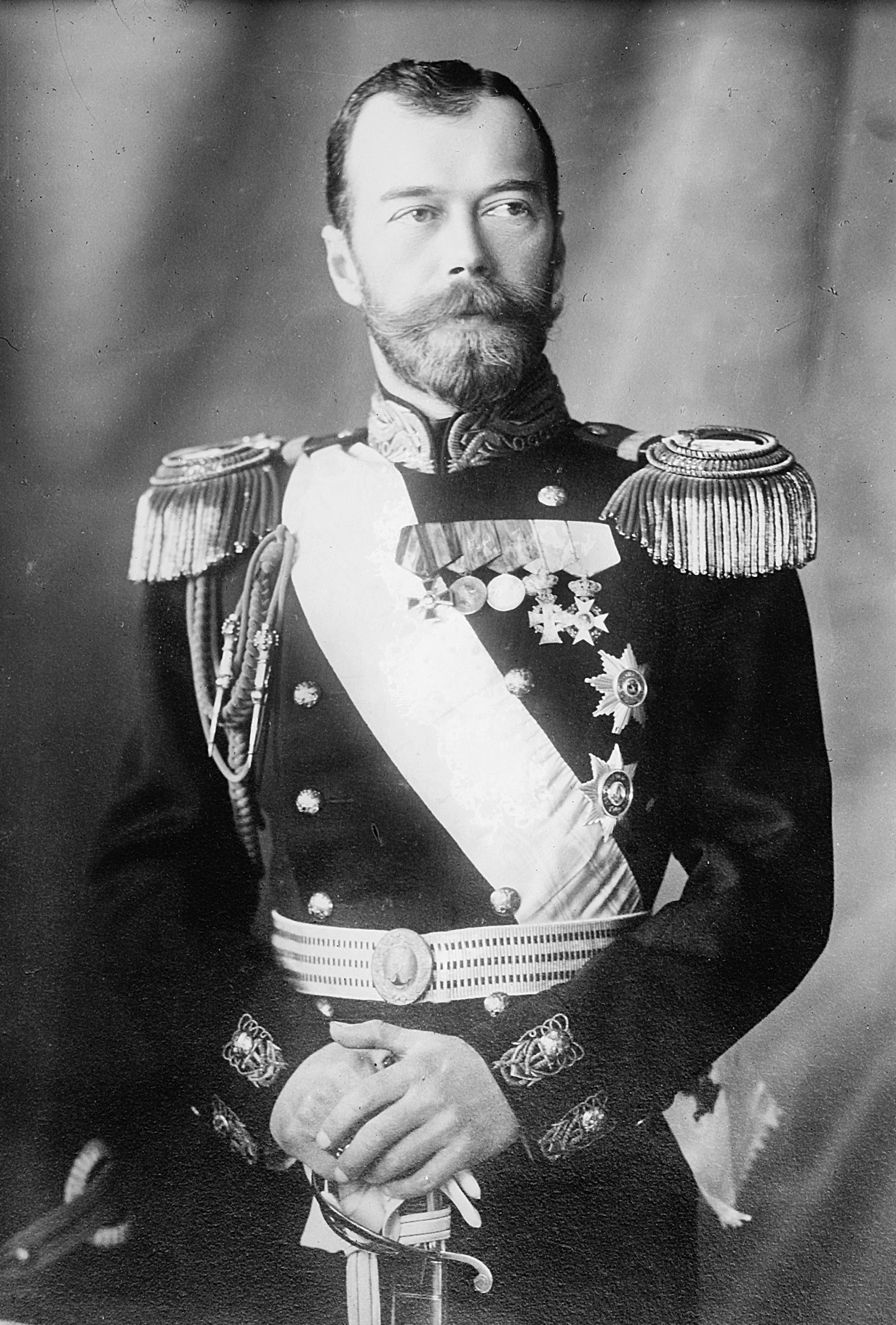
Император Николай II

До 1914 года производство протезов в России не имело промышленных масштабов и находилось в руках мелких и средних кустарных производителей. Начало Первой мировой войны дало большой приток инвалидов с фронтов. В начале 1915 года по инициативе Комитета Великой Княгини Елизаветы Федоровны была организована небольшая мастерская по изготовлению протезов. Эту работу возглавил Владимир Николаевич Розанов — один из лучших хирургов России, впоследствии оперировавший В. И. Ленина после покушения и ставший главным врачом Кремлёвской больницы, учитель основоположника отечественной травматологии и ортопедии Николая Николаевича Приорова, который также принимал участие в создании и развитии протезных мастерских, а впоследствии и самого завода.

По мере развития военных действий потребность в искусственных конечностях росла и во второй половине 1915 года возникла мысль о создании в Москве завода по изготовлению частей для протезов машинным способом. В итоге, в 1916 году по указу Императора Николая II в Москве началось строительство протезного завода. Построенный в 1919 году завод имел медицинскую и производственную части, а его создание являлось большим прогрессом развития этого направления в России.

### Развитие предприятия
После февральской революции 1917 года завод начинает переходить из рук в руки. От Комитета Великой Княгини Елизаветы Федоровны завод перешёл в ведение Особого комитета при Керенском. Далее последовали Союз увечных воинов, Московский Комиссариат Социального Обеспечения, Народный Комиссариат Социального Обеспечения. 22 декабря 1919 г. В. И. Ленин подписывает постановление Совета Обороны: о милитаризации рабочих и служащих Московского центрального протезного завода и протезных мастерских Наркомсобеса. Наконец, в 1920 году Московский центральный протезный завод переходит в ведение Наркомздрава.
В 1926 году Государственному центральному протезному заводу города Москвы было присвоено имя наркома здравоохранения Николая Александровича Семашко, который в свою очередь уделял много времени и внимания развитию протезирования в нашей стране и в том числе завершению строительства завода. С этого времени завод становится единственным централизованным поставщиком основных материалов для производства протезов (кожи, тесьмы, металлических конструкций) для протезных мастерских России. Для улучшения качества протезирования на территории предприятия организовывается первый в России учебный центр по обучению новым методикам в области протезирования. На первой фотографии запечатлен второй выпуск данного учебного центра в 1931 году. Фотография сделана у главного корпуса предприятия. Работа по обучению техников протезистов не прекращалась на предприятии и в последующие годы.
В связи с организацией протезных предприятий в городах и республиках страны завод стал выпускать только протезные полуфабрикаты и в 1939 году был переименован в Московский завод протезных полуфабрикатов им. Н. А. Семашко.

В самом начале Великой Отечественной войны завод им. Семашко, как и большинство предприятий в то время переходит на выпуск оборонной продукции. Организовывается линия по выпуску гранат, но уже в 1942 году принято решение перевести завод на выпуск основной продукции — протезных полуфабрикатов. В период с ноября 1941 года по сентябрь 1958 года на предприятии трудился Соловцов Сергей Сергеевич который внес значительный вклад в коренную реконструкцию завода и в развитие отечественного протезостроения.
После окончания войны на заводе начинается техническая перестройка производственных линий. Предприятие становится центром по разработке и внедрению в протезную промышленность конструкций узлов протезов максимальной готовности. Внедряется использование алюминиевых сплавов, замена станочного оборудования, перевод кузнечного цеха на газовый нагрев. Во всех цехах внедряется система управления качеством продукции.
В 1981 году приказом МСО РСФСР завод переименовывается в Московский металлообрабатывающий завод им. Семашко. Филиалы завода открываются в Туле и Пензе. За высокие производственные показатели в 1985 года коллектив завода был награждён Почетней грамотой Советского комитета ветеранов войны к 40-летию Победы советского народа в Великой Отечественной войне.

### Руководство
- 1920—1924 — директор Алешкин А. И.
- 1924—1925 — директор Нефедов Владимир Ильич
- 1926—1932 — директор Лавренов П. В.
- 1933—1936 — директор Ворошилов В. И.
- 1937—1939 — директор Взоров Василий Михайлович
- 1939—1942 — директор Самсонов Тимофей Петрович
- 1942—1950 — директор Семенов Сергей Иванович
- 1958—1964 — директор Козлов Петр Павлович
- 1964—1971 — директор Авдошин Виктор Владимирович
- 1971—1978 — директор Медведев-Лунарский В. Н.
- 1978—1981 — директор Бирюков Олег Игоревич
- 1981—1995 — директор Брусин Вячеслав Григорьевич
- 1995—2005 — генеральный директор Строганов Владимир Александрович
- 2005—2008 — генеральный директор Папоян Григорий Вараздатович
- 2008—2012 — генеральный директор Хохлов Михаил Николаевич
- 2012—2014 — генеральный директор Власюк Виктор Викторович
- 2014 - 2016 — генеральный директор Борисов Алексей Николаевич
- 2016 — Управляющий директор Кулиш Александр Васильевич
- 2016 - 2018 — Генеральный директор Андреева Ксения Владимировна
- 2018 - 2020 — Временный генеральный директор Варивода Андрей Викторович
- 2020 - 2023 — Генеральный директор Масляев Сергей Николаевич
- 2023 - по нв — Генеральный директор Янушенко Эдуард Викторович

## Основная деятельность
Московское производственное объединение «Металлист» — предприятие с полным циклом производства. Завод выпускает широкую гамму продукции следующих категорий:
- материалы и комплектующие для производства протезов верхних и нижних конечностей
- оборудование и оснастка для изготовления протезов
- приспособления и насадки для протезов верхних конечностей
- мелкие узлы, штампованные и точеные детали

Предприятие поставляет продукцию в протезно-ортопедические предприятия Министерства труда РФ, расположенные на всей территории Российской Федерации.

## Сотрудничество
АО "МПО «Металлист» с 2008 года является членом Союза Машиностроителей России. Завод тесно сотрудничает с отраслевыми предприятиями, научно-исследовательскими институтами, а также кафедрами высших учебных заведений:
- Московский Институт стали и сплавов;
- Московский авиационный институт;
- МГТУ «СТАНКИН»;
- Реутовский экспериментальный завод средств протезирования Минтруда России (ФГУП).

## Награды
|              | Орден «ЗНАК ПОЧЕТА» за успешную работу по изготовлению протезно-ортопедических изделий для инвалидов Великой Отечественной войны и труда                                                                                          |
| 2003 год     | Лауреат премии «РОССИЙСКИЙ НАЦИОНАЛЬНЫЙ ОЛИМП» (Российская Федерация). Главная награда Премии «Золотой Олимп» за большой вклад в области реабилитационной индустрии по производству протезно-ортопедических изделий для инвалидов |
| 2004 год     | Международный Приз «Эра Качества» (Лондон) |
| 2003 год     | Международный Приз за качество и технологии (Женева) |
| Текст ячейки | Медаль за содействие в процветании образования |